# Haydn Sinfonietta Wien
Die Haydn Sinfonietta Wien ist ein 1982 vom Dirigenten Manfred Huss gegründetes Orchester mit Sitz in Wien.

## Das Ensemble
Die Haydn Sinfonietta Wien feierte unter Manfred Huss ihren ersten internationalen Erfolg beim Casals Festival in Prades. In den Folgejahren wurden Konzertreisen durch viele Länder Europas absolviert. Das Ensemble zählt heute zu den führenden Interpreten für die Musik der Wiener Klassik, des Spätbarock und des frühen 19. Jahrhunderts.
Seit dem Jahr 1991 spielt das Ensemble auf historischen Instrumenten. Das Repertoire reicht vom Barock bis zur Frühromantik, mit besonderem Augenmerk auf die Wiener Klassik. Neben dem bekannten englischen Barockviolinisten Simon Standage als Konzertmeister spielen Musiker aus mehr als 18 Nationen im Ensemble. Als Solisten von Weltrang musizierten mit dem Orchester neben anderen Malcolm Bilson (Pianist), Christophe Coin (Cello), Paul Goodwin (Oboe), Wolfgang Holzmair (Bariton), Friedemann Immer (Barocktrompete), Christa Ludwig (Mezzosopran), Anthony Pay (Klarinette), Simon Standage (Violine), Milan Turkovic (Fagott)  und der Kodály-Chor.
Von den zahlreichen Einspielungen, hauptsächlich mit Werken des Namensgebers Joseph Haydn, wurden zahlreiche mit hohen Schallplattenpreisen dotiert.

## Diskographie
- 2010 Three Theatrical Symphonies. Nr. 12, 15 und 60. Joseph Haydn. BIS-SACD-1815
- 2009 Opera at Eszterháza. Arias, La Circe. Joseph Haydn. BIS-SACD-1811
- 2009 Philemon and Baucis. A marionette opera. Joseph Haydn. BIS-SACD-1813
- 2009 The Complete Overtures. 1762–1801. Joseph Haydn. BIS-CD-1818
- 2009 Acide. Festa teatrale. Joseph Haydn. BIS-SACD-1812
- 2009 Music for Prince Esterházy and the King of Naples. BIS-CD-1796-98
- 2007 Concertos for Two and Three Pianos. Wolfgang Amadeus Mozart. BIS-SACD-1618
- 2006 Double Concerto for 2 Fortepianos, Hamburg Symphony No.4. C.P.E. Bach. Salzburg Symphonies K.134 & K.199. Wolfgang Amadeus Mozart. VMS 155
- 2005 1. Hamburger Sinfonie, Concerto in a for Flute. C.P.E. Bach. Violinkonzert in C. Joseph Haydn. VMS 166
- 2001 Divertimenti Vol.5. Joseph Haydn. Koch Schwann 3-6483-2
- 1999 Divertimenti Vol.4. Joseph Haydn. Koch Schwann 3-1482-2
- 1997 Ouvertüren Vol.1. Franz Schubert. Koch Schwann 3-1121-2 H1
- 1995 Divertimenti Vol.3. Joseph Haydn. Koch Schwann 3-1481-2
- 1995 Divertimenti Vol.2. Joseph Haydn. Koch Schwann 3-128-2 H1
- 1993 Divertimenti Vol.1. Joseph Haydn. Koch Schwann 3-1274-2
- 1991 Mozart Ouvertüren I. Wolfgang Amadeus Mozart. ADV A 9110-1C
- 1991 Mozart Ouvertüren II. Wolfgang Amadeus Mozart. ADV A 9110-2C
- 1989 Haffner-Serenade KV250. Wolfgang Amadeus Mozart. ADV A 8908-C